# Ferenc Horváth (ciclista)
Ferenc Horváth (nascido em 11 de agosto de 1939) é um ex-ciclista húngaro que competiu no ciclismo nos Jogos Olímpicos de Verão de 1960, representando a Hungria.